# Kristina Fontana Dujmić
Kristina Fontana Dujmić (Bugojno, 1968.) je hrvatska akademska slikarica i kiparica.
Osnovnu i srednju školu završila je u Uskoplju. Godine 1990. upisuje studij kiparstva u Sarajevu na ALU, a 1992. godine studij nastavlja na zagrebačkoj Akademiji. Diplomirala je 1995. u klasi profesora Stipe Sikirice. Izlagala je na više izložaba, skupno i samostalno. Živi i radi u Zagrebu.
Član je HDLU-a od 1995. godine.